# Лин (окръг, Мисури)
Вижте пояснителната страница за други значения на Лин.
Окръг Лин (на английски: Linn County) е окръг в щата Мисури, Съединени американски щати. Площта му е 1608 km², а населението - 13 754 души (2000). Административен център е град Линиъс.